# Muszkatówka
Muszkatówka (ukr. Мушкатівка, Muszkatiwka) – wieś na Ukrainie, w obwodzie tarnopolskim, w rejonie czortkowskim, w hromadzie Borszczów.
W 1565 właścicielami byli Borszczowscy herbu nieznanego. 
W II Rzeczypospolitej wieś w powiecie borszczowskim województwa tarnopolskiego.
W czasie okupacji niemieckiej mieszkająca we wsi polska rodzina Stankiewiczów udzielała schronienia żydowskiej rodzinie Rozenwaldów. W 1989 roku Instytut Jad Waszem podjął decyzję o przyznaniu Mikołajowi, Marii, Annie, Piotrowi i Stanisławowi Stankiewiczom tytułu Sprawiedliwych wśród Narodów Świata. Z kolei polska rodzina Ziobrowskich ukrywała 21 Żydów. Karol i Paulina Ziobrowscy oraz ich syn Eugeniusz zostali uznani za Sprawiedliwych wśród Narodów Świata w 1992 roku.
W latach 1943–1945 nacjonaliści ukraińscy z OUN-UPA zamordowali tutaj 17 Polaków, a Służba Bezpieczeństwa OUN 3 Ukraińców. Jednym z zamordowanych był Mikołaj Stankiewicz.
W 2001 roku wieś liczyła 1166 mieszkańców.
W 2020 roku weszła do rejonu czortkowskiego w związku z reformą administracyjną i likwidacją rejonu borszczowskiego.